# Junta de Cavallers (1705)
La Junta de Cavallers fou una junta de govern, creada temporalment per l'arxiduc Carles III durant el setge de Barcelona de l'any 1705 que, juntament amb la Junta Eclesiàstica, assessorava i assistia al monarca en la governança de Catalunya.
Fou fundada el 18 de setembre de 1705, i en formaven part:
- Josep Terré Marquet i Codina, baró de Canyelles, que la presidia
- Narcís Descatllar i de Sarriera, marquès de Besora
- Miquel de Clariana-Seva i d'Ardena, comte de Múnter
- Josep Galceran de Pinós i de Rocabertí
- Felicià de Cordelles i Ramanyer
- Francesc Saiol i de Quarteroni
- Joan de Gualbes i Copons[1]
- Francesc de Berardo i Espuny

El 28 d'octubre del mateix any 1705, l'Arxiduc creava l'anomenada Junta d'Estat.